# Johan Blomqvist
Johan Blomqvist, född 26 januari 1775 i Stockholm, död 11 september 1851 i Stockholm, var en svensk orgelbyggare.

## Biografi
Blomqvist blev cirka 1825 medarbetare till Pehr Zacharias Strand i Stockholm. Efter Strands död 1844 tog han över verkstaden tillsammans med Anders Vilhelm Lindgren. Blomqvist blev 1847 kompanjon med Lindgren. 1845 blev han privilegierad. Efter Blomqvist död 1851 fortsatte Lindgren att driva verkstaden till sin död 1860.

## Orglar

### Orglar byggde av Blomqvist & Lindgren
- 1845 Kumla kyrka, Närke (påbörjad av Pehr Zacharias Strand)
- 1845 Sankt Nicolai kyrka, Örebro (påbörjad av Pehr Zacharias Strand)
- 1845 Sofia Magdalena kyrka, Askersund (påbörjad av Pehr Zacharias Strand)
- 1845 Ekeby kyrka, Närke (påbörjad av Pehr Zacharias Strand)
- 1846 Stora Mellösa kyrka (påbörjad av Pehr Zacharias Strand)
- 1847 Hjälsta kyrka
- 1848 Ljusterö kyrka
- 1849 Långsele kyrka
- 1849 Roslagskulla kyrka
- 1850 Sankta Maria kyrka, Helsingborg
- 1850 Harbo kyrka
- 1850 Heds kyrka